# Circuit de la Sarthe 2011
Il Circuit de la Sarthe 2011, cinquantanovesima edizione della corsa, si svolse dal 5 all'8 aprile su un percorso di 645 km ripartiti in 4 tappe (la seconda suddivisa in due semitappe), con partenza a Château-d'Olonne e arrivo a Bonnétable. Fu vinto dal francese Anthony Roux della FDJ davanti al suo connazionale Blel Kadri e al britannico David Millar.

## Tappe
| Tappa  | Data     | Percorso                                | km  | Vincitore di tappa | Leader cl. generale |
| ------ | -------- | --------------------------------------- | --- | ------------------ | ------------------- |
| 1ª     | 5 aprile | Château-d'Olonne > Saint-Mars-la-Jaille | 191 | Daniele Bennati    | Daniele Bennati     |
| 2ª-1ª  | 6 aprile | Saint-Mars-la-Jaille > Angers           | 100 | Michel Kreder      | Daniele Bennati     |
| 2ª-2ª  | 6 aprile | Angers > Angers (cron. individuale)     | 6,7 | Daniele Bennati    | Daniele Bennati     |
| 3ª     | 7 aprile | Angers > Pré-en-Pail                    | 181 | Anthony Roux       | Anthony Roux        |
| 4ª     | 8 aprile | Abbaye de l'Epau > Bonnétable           | 167 | Daniele Bennati    | Anthony Roux        |
| Totale | Totale   | Totale                                  | 645 |                    |                     |

## Dettagli delle tappe

### 1ª tappa
- 5 aprile: Château-d'Olonne > Saint-Mars-la-Jaille – 191 km

| Pos. | Corridore       | Squadra      | Tempo    |
| ---- | --------------- | ------------ | -------- |
| 1    | Daniele Bennati | Leopard-Trek | 4h50'56" |
| 2    | Samuel Dumoulin | Cofidis      | s.t.     |
| 3    | Nacer Bouhanni  | FDJ          | s.t.     |

| Pos. | Corridore       | Squadra      | Tempo    |
| ---- | --------------- | ------------ | -------- |
| 1    | Daniele Bennati | Leopard-Trek | 4h50'46" |
| 2    | Samuel Dumoulin | Cofidis      | a 4"     |
| 3    | Thierry Hupond  | Skil-Shimano | s.t.     |

### 2ª tappa - 1ª semitappa
- 6 aprile: Saint-Mars-la-Jaille > Angers – 100 km

| Pos. | Corridore       | Squadra      | Tempo    |
| ---- | --------------- | ------------ | -------- |
| 1    | Michel Kreder   | Garmin       | 2h25'19" |
| 2    | Daniele Bennati | Leopard-Trek | s.t.     |
| 3    | Anthony Ravard  | AG2R         | s.t.     |

| Pos. | Corridore       | Squadra      | Tempo    |
| ---- | --------------- | ------------ | -------- |
| 1    | Daniele Bennati | Leopard-Trek | 7h16'05" |
| 2    | Samuel Dumoulin | Cofidis      | a 4"     |
| 3    | Thierry Hupond  | Skil-Shimano | s.t.     |

### 2ª tappa - 2ª semitappa
- 6 aprile: Angers > Angers (cron. individuale) – 6,7 km

| Pos. | Corridore       | Squadra      | Tempo |
| ---- | --------------- | ------------ | ----- |
| 1    | Daniele Bennati | Leopard-Trek | 8'13" |
| 2    | David Millar    | Garmin       | a 6"  |
| 3    | David Zabriskie | Garmin       | s.t.  |

| Pos. | Corridore       | Squadra      | Tempo    |
| ---- | --------------- | ------------ | -------- |
| 1    | Daniele Bennati | Leopard-Trek | 7h24'18" |
| 2    | David Millar    | Garmin       | a 16"    |
| 3    | David Zabriskie | Garmin       | s.t.     |

### 3ª tappa
- 7 aprile: Angers > Pré-en-Pail – 181 km

| Pos. | Corridore        | Squadra | Tempo    |
| ---- | ---------------- | ------- | -------- |
| 1    | Anthony Roux     | FDJ     | 4h26'33" |
| 2    | Blel Kadri       | AG2R    | s.t.     |
| 3    | Pierrick Fédrigo | FDJ     | s.t.     |

| Pos. | Corridore    | Squadra | Tempo     |
| ---- | ------------ | ------- | --------- |
| 1    | Anthony Roux | FDJ     | 11h50'58" |
| 2    | Blel Kadri   | AG2R    | a 5"      |
| 3    | David Millar | Garmin  | a 9"      |

### 4ª tappa
- 8 aprile: Abbaye de l'Epau > Bonnétable – 167 km

| Pos. | Corridore           | Squadra      | Tempo    |
| ---- | ------------------- | ------------ | -------- |
| 1    | Daniele Bennati     | Leopard-Trek | 4h04'04" |
| 2    | Nacer Bouhanni      | FDJ          | s.t.     |
| 3    | Stéphane Bonsergent | Bretagne     | s.t.     |

| Pos. | Corridore    | Squadra | Tempo     |
| ---- | ------------ | ------- | --------- |
| 1    | Anthony Roux | FDJ     | 15h51'02" |
| 2    | Blel Kadri   | AG2R    | a 5"      |
| 3    | David Millar | Garmin  | a 9"      |

## Classifiche finali

### Classifica generale
| Pos. | Corridore            | Squadra                    | Tempo     |
| ---- | -------------------- | -------------------------- | --------- |
| 1    | Anthony Roux         | FDJ                        | 15h51'02" |
| 2    | Blel Kadri           | Ag2r-La Mondiale           | a 5"      |
| 3    | David Millar         | Garmin-Cervélo             | a 9"      |
| 4    | Pierrick Fédrigo     | FDJ                        | a 12"     |
| 5    | Alexandre Geniez     | Skil-Shimano               | a 13"     |
| 6    | Nicolas Vogondy      | Cofidis                    | a 21"     |
| 7    | Ramūnas Navardauskas | Garmin-Cervélo             | a 27"     |
| 8    | László Bodrogi       | Team Type 1-Sanofi Aventis | a 28"     |
| 9    | Thomas Voeckler      | Team Europcar              | a 29"     |
| 10   | Rein Taaramäe        | Cofidis                    | a 32"     |